# EMESE Kísérleti Repülőgépgyár
Az EMESE Kísérleti Repülőgépgyár 1940-ben alapított magyar repülőgépgyár, mely a második világháború végéig működött Ferihegyen. 
A Műegyetemi Sportrepülő Egyesület (MSrE) és a Horthy Miklós Nemzeti Repülőalap alapította az MSrE tervezőirodájában tervezett repülőgépek prototípusainak megépítése, majd későbbi sorozatgyártásuk céljára. A kb. 240 főt foglalkoztató repülőgépgyár irodáit és műhelycsarnokait a mai ferihegyi repülőtér területén építették fel.
A repülőgépgyárban elsőként megépített repülőgép a Szegedi József és Jancsó Endre által tervezett, alsószárnyas, egymás melletti üléses futár- és gyakorló repülőgép, az EM–29 (más jelzéssel M–29) volt. A 77 kW-os MÁVAG-Hirth HM–504–A2 motorral felszerelt gépekből 1943 végéig 25 darabot gyártottak a repülőgépgyárban.
Az EMESE repülőgépgyár második típusa a szintén Szegedi József és Jancsó Endre által tervezett, 176 kW-os Argus As 10/C motorral felszerelt EM–27 (más jelzéssel M–27) kétüléses katonai gyakorló repülőgép volt. A Ferihegyet ért bombatámadások miatt a gyár egyre nehezebb helyzetbe került, így az EM–27 sorozatgyártására már nem kerülhetett sor.
A front gyors közeledése miatt a gyárat nem sikerült leszerelni és nyugatra menekíteni, így a háborúban teljesen megsemmisült.

## Külső hivatkozások
- EMESE. kepesrepules.com. [2012. augusztus 1-i dátummal az eredetiből archiválva]. (Hozzáférés: 2013. január 6.)